# Silesaurus
Silesaurus (ještěr ze Slezska) byl rod vývojově velmi primitivního dinosaura nebo spíše jen dinosauriforma. Tento poměrně pokročilý archosaurus žil před asi 230 miliony let (období pozdního triasu) na území dnešního jižního Polska (lokalita Krasiejów, blízko Opole) a možná i České republiky, jak se domnívá polský paleontolog profesor Jerzy Dzik, který fosilie silesaura objevil a v roce 2003 i formálně popsal. Silesaurus je znám z několika dobře zachovaných koster a patří k nejlépe známým dinosauromorfům (příbuzným pravých dinosaurů).
Silesaurus a jeho blízcí vývojoví příbuzní tvoří sesterskou skupinu k "pravým" dinosaurům a mají s nimi společného vývojového předka, který žil před více než 245 miliony let.
Nové fosilie tohoto dinosaura byly objeveny na původní lokalitě (Krasiejów) znovu v září roku 2007.

## Klasifikace
Ačkoli je jeho pozice ve vývojovém stromu dinosauromorfů otázkou diskuzí, převládá názor, že se jedná o archosaura blízce příbuzného s dinosaury (nikoli dinosaura samotného). Mezi jeho blízké příbuzné patřil například brazilský rod Sacisaurus. Dle jiných teorií je S. opolensis pravým dinosaurem (bazálním ptakopánvým), jehož nejbližším příbuzným má být argentinský Pisanosaurus, velmi raný ptakopánvý dinosaurus.

### Kladogram
Systematická pozice dle Ezcurra (2006):
```
Ornithodira
|-Pterosauromorpha
|  |-Scleromochlus
|  `--Pterosauria
`--Dinosauromorpha
      |-Lagerpeton
      `--Dinosauriformes
           |-Marasuchus
           `--+--Pseudolagosuchus
              `--+--
Silesaurus

                 `--+--Eucoelophysis
                    `--Dinosauria
                         |-Saurischia
                         |   |-Herrerasauridae
                         |   `--Eusaurischia 
                         |       |-Theropoda
                         |       `--Sauropodomorpha
                         `--Ornithischia
```

## Paleobiologie
Silesaurus byl nejspíš býložravý a žil zřejmě v malých stádech. Mohl se pohybovat střídavě po dvou i čtyřech končetinách. Byl poměrně malým zvířetem, dosahoval délky jen asi 1,5 až 2,3 metru a vážil maximálně kolem 30 kg. Pravděpodobně se dovedl rychle pohybovat, což mohlo být významné při snaze uniknout například před dravým polonosuchem. Výzkum publikovaný na začátku roku 2018 ukázal, že mozkovny silesaurů byly do značné míry podobné ptačím, a že se u nich vyskytuje vysoká míra vnitrodruhové variability. Koprolity objevené na jihu Polska dokládají, že mezi jeho potravu mohli patřit i bezobratlí živočichové (například brouci).
Končetiny silesaurů byly zcela vzpřímené a podsunuté pod tělem, takže velmi dobře nadnášely tělo a umožňovaly poměrně rychlý, svižný a energeticky efektivní pohyb. Podobnou anatomickou konstrukci nohou měli také zástupci tzv. pseudosuchů a samozřejmě i raných dinosaurů.

## Rekonstrukce a modely
Rekonstrukce (anatomicky přesné modely) silesaura jsou k vidění přímo v krasiejowském paleontologickém muzeu i přilehlém Juraparku a také v Muzeum Ewolucji PAN ve Varšavě, kde se ostatně nacházejí i skutečné fosilie tohoto triasového dinosauriforma.